# Política ambiental
La política ambiental se refiere a las acciones gubernamentales destinadas a proteger el medio ambiente. Estas acciones resultan de la interacción entre intereses políticos, económicos y sociales, buscando conservar las bases naturales de la vida humana y promover un desarrollo sostenible. Desde los años 70, la creciente conciencia ambiental ha convertido esta área en un sector político autónomo de gran importancia a nivel regional, nacional e internacional.
En muchos países, existe un ministerio encargado de asuntos ambientales y han surgido partidos políticos enfocados en temas ecológicos. A nivel empresarial, definir una política ambiental es un requisito para sistemas de gestión ambiental certificados, como la norma ISO 14001 o el Reglamento Europeo EMAS.

## Principios de la política ambiental
Aunque no existe un acuerdo general sobre los principios de la política ambiental, hay algunas bases generalmente aceptadas.
- Los principios del desarrollo sustentable.
- El principio de responsabilidad.
- El principio de moralidad responsable.
- El principio de precaución, según el cual siempre es mejor prevenir que corregir. Quien lleva a cabo una acción potencialmente nociva para el medio ambiente tiene la responsabilidad de demostrar que no lo es.
- El principio de sustitución que exige reemplazar sustancias peligrosas por substitutos menos contaminantes y procesos de alta intensidad energética por otros más eficientes siempre que estén disponibles. Para determinar las mejores técnicas disponibles, 32 grupos de trabajo en el Instituto de Prospectiva Tecnológica, en Sevilla elaboran y revisan los llamados BAT Reference Documents para cada sector industrial.
- El principio de: "el que contamina paga" para los casos en los que no se puede prevenir el daño ambiental, siempre que sea posible identificar el causante.
- El principio de la coherencia que requiere la coordinación de la política ambiental con otros departamentos y la integración de cuestiones ambientales en otros campos . Por ejemplo : ( política de infraestructuras, política económica).
- Principio de la cooperación, según el que la integración de importantes grupos sociales en la definición de metas ambientales y su realización es indispensable.
- La política ambiental debe basarse siempre en los resultados de investigaciones científicas.
- Además la política ambiental debe ser seria y responsable, teniendo en cuenta el factor humano.

## Instrumentos de la política ambiental
- Instrumentos jurídicos: El conjunto de normas y disposiciones legales respecto al medio ambiente a nivel local, regional, nacional e internacional.
- Instrumentos administrativos: Evaluaciones, controles, autorizaciones y regulaciones. Algunos ejemplos son las evaluaciones de impacto ambiental y auditorías ambientales.
- Instrumentos técnicos: La promoción y aplicación las mejores tecnologías disponibles tanto para acciones preventivas como correctoras.
- Instrumentos económicos y fiscales: Subvenciones, impuestos, tarifas y tasas. La idea es recompensar parte de los costes de acciones positivas y penalizar los que perjudican al medio para internalizar los costes ambientales.
- Instrumentos sociales: Los puntos claves de este instrumento son la información y la participación. Intentan concienciar a la sociedad a través de la educación ambiental, información pública e integración en proyectos ambientales.

## Estrategias verdes
Las estrategias verdes se refieren a iniciativas y políticas adoptadas por empresas, gobiernos e instituciones para reducir su impacto ambiental y promover prácticas amigables con el medio ambiente. Estas estrategias responden a la creciente demanda de prácticas responsables y al cumplimiento de normativas ambientales, además de generar valor compartido, es decir, beneficios tanto para las empresas como para la sociedad.
Dentro del contexto empresarial, las estrategias verdes se enfocan en la producción de bienes y servicios que reduzcan el consumo de recursos naturales y las emisiones contaminantes. Al mismo tiempo, fortalecen la competitividad al ofrecer productos más atractivos para consumidores sensibilizados con la sostenibilidad y permiten cumplir con normativas internacionales que exigen certificaciones ecológicas.Otro aspecto relevante es la integración de la sostenibilidad en las cadenas de suministro. Esta integración permite optimizar procesos logísticos, minimizar residuos y reducir el impacto ambiental en cada etapa de producción y distribución, y aumentar la resiliencia empresarial frente a los cambios del mercado o las regulaciones ambientales. Las empresas que adoptan este enfoque logran ser más ágiles y sostenibles, garantizando un desempeño alineado con los estándares ecológicos contemporáneos.
Estas estrategias también juegan un papel fundamental para enfrentar desafíos globales como el cambio climático, la pobreza y el acceso al agua limpia. Entre las técnicas más relevantes se encuentran la reducción de patrones de consumo, la inversión en energías renovables y el aumento de las tasas de reciclaje. Estas prácticas no solo mejoran la eficiencia de los procesos empresariales, sino que también contribuyen a reducir los impactos negativos a largo plazo sobre el medio ambiente. La adopción de estas medidas es esencial para lograr un equilibrio entre el crecimiento económico y la protección ambiental, generando impactos positivos tanto para las generaciones actuales como futuras.
Una herramienta relevante en la implementación de estrategias verdes es la Producción Más Limpia (PML), definida por el Programa de Naciones Unidas para el Medio Ambiente como la “aplicación continua de una estrategia ambiental preventiva integrada a procesos, productos y servicios para mejorar la eficiencia y reducir riesgos para las personas y el medio ambiente”. La PML implica, entre otros, la sustitución de materiales contaminantes por insumos más sostenibles, la reducción de desechos durante el ciclo de vida del producto y la optimización del uso de recursos naturales.
Adoptar estrategias verdes no está exento de desafíos, pues implica gestionar costos de implementación, recursos limitados y la necesidad de innovación continua. Sin embargo, las empresas que alinean su modelo de negocio con una planificación estratégica sostenible pueden obtener ventajas significativas, como la reducción de costos, una mejora de su reputación y un mayor compromiso con los grupos de interés. En este contexto, las inversiones en energía renovable y eficiencia energética contribuyen no solo a la competitividad empresarial, sino también a la mitigación del cambio climático y la preservación del medio ambiente.
Las estrategias verdes representan un cambio necesario hacia modelos empresariales que prioricen la sostenibilidad. Estas prácticas permiten a las empresas contribuir a un desarrollo sostenible y al bienestar de la sociedad, alineando los objetivos económicos con la protección del entorno natural en el camino hacia un futuro más resiliente y responsable.

## Metas ambientales
Las metas ambientales son compromisos específicos que las organizaciones adoptan para mejorar su desempeño ambiental y reducir el impacto negativo de sus actividades. Estas metas se derivan de objetivos ambientales generales y su cumplimiento se mide mediante indicadores claros y concretos. La definición y seguimiento de estas metas son parte integral de la política ambiental de cualquier organización, especialmente en aquellas que implementan sistemas de gestión como la ISO 14001.
Los objetivos ambientales constituyen los propósitos generales que orientan las acciones hacia la mejora del desempeño ambiental. Un ejemplo de objetivo es “mejorar la eficiencia energética”, mientras que las metas ambientales son las acciones específicas y medibles que permiten alcanzar esos objetivos, como “reducir el consumo energético en un 10 % en dos años”. Las metas deben ser coherentes con los objetivos establecidos, estar alineadas con la política ambiental y contar con indicadores claros que permitan evaluar su progreso.
Para que las metas ambientales sean efectivas, es importante que cumplan con las siguientes características:
- Específicas y alcanzables: Deben responder a la realidad de la organización, considerando los recursos disponibles y el contexto operativo.[6][8]
- Medibles: El progreso debe poder cuantificarse mediante indicadores claros, como kilovatios hora consumidos o toneladas de residuos reciclados.[8]
- Revisables: Las metas deben actualizarse regularmente para garantizar su relevancia y promover la mejora continua del desempeño ambiental.[6][8]
- Vinculadas a los impactos ambientales relevantes: Las metas deben enfocarse en áreas clave como la reducción de emisiones, el uso eficiente de recursos o la gestión adecuada de residuos.[7][8]

Al establecer metas ambientales, es necesario tener en cuenta varios factores:
- Requisitos normativos y legales: El cumplimiento de la normativa ambiental vigente es esencial para evitar sanciones y asegurar la sostenibilidad de las operaciones.[7][8]
- Riesgos ambientales y de seguridad: Las metas deben considerar posibles riesgos tanto para el medio ambiente como para la salud de los trabajadores y las comunidades cercanas.[8]
- Expectativas de las partes interesadas: Clientes, comunidades, autoridades y otros actores relevantes deben ser tenidos en cuenta al definir metas ambientales.[8]
- Recursos disponibles: La planificación debe incluir una evaluación de los recursos humanos, tecnológicos y financieros necesarios para alcanzar las metas.[7][8]

Ejemplos de metas ambientales
Las metas ambientales suelen ser específicas y vinculadas a objetivos más amplios. A continuación, se presentan algunos ejemplos comunes:
- Reducción del consumo de papel en un 50 % para minimizar la tala de árboles.
- Disminución del uso de combustibles fósiles en un 70 % para fomentar la transición energética.
- Optimización del uso de agua mediante la reducción del consumo a 10 metros cúbicos diarios.

Planificación y seguimiento de las metas ambientales
La implementación exitosa de metas ambientales requiere una planificación detallada que incluya:
- Asignación de responsabilidades entre los miembros de la organización para el cumplimiento de las metas.[6][8]
- Cronograma de actividades que permita realizar mediciones periódicas del progreso.[8]
- Documentación de las acciones realizadas para demostrar el cumplimiento de los estándares y mantener la conformidad con la política ambiental.[6][8]

El monitoreo del desempeño es esencial. Los indicadores más utilizados incluyen el consumo energético, las emisiones de gases de efecto invernadero y la tasa de reciclaje de residuos. Además, las metas deben revisarse de forma continua para identificar áreas de mejora y ajustar las estrategias según sea necesario.Finalmente, la digitalización y la automatización de procesos facilitan el seguimiento y gestión de las metas ambientales, permitiendo una respuesta más eficiente y alineada con los objetivos estratégicos de la organización.

## Políticas climáticas
Las políticas climáticas son fundamentales en la lucha contra el cambio climático, ya que buscan tanto la mitigación de las emisiones de gases de efecto invernadero como la adaptación a sus efectos. Estas políticas incluyen una amplia gama de medidas, desde la implementación de impuestos al carbono y la regulación de combustibles fósiles hasta incentivos de mercado que promueven la innovación y el cambio de comportamiento en sectores clave. Sin embargo, el impacto de estas políticas no se limita únicamente al ámbito ambiental, sino que también tiene importantes repercusiones económicas y sociales.
El diseño e implementación de políticas climáticas han sido motivo de debate, particularmente por su impacto en los sectores de menores ingresos y en el desarrollo económico de los países. En ocasiones, las medidas fiscales como los impuestos al carbono pueden tener un efecto regresivo, afectando de manera desproporcionada a los más vulnerables. Por ello, es crucial que las políticas climáticas consideren compensaciones que mitiguen estos efectos negativos y promuevan una transición justa, que garantice que la lucha contra el cambio climático no deje atrás a las comunidades más desfavorecidas.
Históricamente, las políticas climáticas comenzaron a desarrollarse en los países industrializados en la década de 1950, con un enfoque inicial en la regulación ambiental. En América Latina y el Caribe, durante las décadas de 1980 y 1990, se crearon Ministerios de Medio Ambiente, aunque la implementación de políticas ambientales a menudo generaba tensiones con intereses económicos privados y era vista como un obstáculo para el crecimiento económico. A pesar de estos desafíos, hoy en día se reconoce la importancia de integrar las políticas climáticas en los planes de desarrollo sostenible de la región.
En Europa, países como Francia y España han liderado el camino hacia la transición ecológica, transformando sus Ministerios de Medio Ambiente en Ministerios de Transición Ecológica, con un enfoque en la descarbonización de la economía. A pesar de los compromisos asumidos en el Acuerdo de París a través de las Contribuciones Determinadas a Nivel Nacional (NDC), informes como el de Climate Action Tracker (CAT) señalan que los esfuerzos actuales no son suficientes para limitar el calentamiento global. Esto resalta la necesidad de una mayor coordinación entre los ministerios clave, como los de Finanzas, Planificación y Medio Ambiente, para desarrollar estrategias de inversión alineadas con los objetivos climáticos.
Otro aspecto crucial de las políticas climáticas es el concepto de una transición justa, cuyo objetivo es garantizar que las acciones para reducir las emisiones no afecten de manera desigual a las comunidades más vulnerables. Este enfoque, que integra principios de justicia social y equidad, es fundamental para que las políticas climáticas sean no solo eficaces, sino también viables socialmente. En este sentido, un número creciente de países está adoptando marcos de transición justa, que establecen principios y mandatos sociales para guiar la acción climática.
El papel de la juventud en la política climática es cada vez más importante. En América Latina y el Caribe, los jóvenes han mostrado un alto compromiso con la protección del medio ambiente, participando activamente en actividades para reducir el consumo de energía y promover productos sostenibles. Sin embargo, muchos de ellos sienten que tienen poca influencia en la formulación de políticas públicas sobre el cambio climático, a pesar de que sus acciones serán decisivas para las generaciones futuras.
Para garantizar una descarbonización efectiva y justa, las políticas climáticas deben abordar varios frentes simultáneamente:
1. Planificación de un futuro con cero emisiones netas, estableciendo objetivos claros de reducción de emisiones.
2. Precios correctos, eliminando subsidios a los combustibles fósiles y aplicando impuestos al carbono.
3. Facilitar las transiciones sectoriales, promoviendo la innovación en sectores clave como energía, transporte y agricultura.
4. Garantizar el flujo de financiamiento para inversiones sostenibles que apoyen la transición energética.
5. Asegurar una transición justa, integrando la justicia social y la equidad en la toma de decisiones climáticas.

## Problemas de la política ambiental

### Problemas de un sector político interrelacionado
La política ambiental está estrechamente interrelacionado con otros sectores políticos, cuyos decisiones y programas influyen directamente en sus resultados y requiere un alto nivel de coordinación. Particularmente la política de infraestructuras, la política económica, la política agrícola y la ordenación del territorio se entrecruzan con la política ambiental y la coherencia es una meta ambiciosa. Por eso, requiere un alto nivel de trabajo interdisciplinario y el poder de convencer e imponerse a otros intereses políticos, lo cual muchas veces es difícil, dependiendo de la posición de los departamentos medioambientales dentro de la jerarquía del gobierno. 

### Problemas de un sector político con resultados a largo plazo
La política estatal piensa en periodos de elección y el personal cambia según los resultados de estas. Los problemas del medio ambiente son a largo plazo y las decisiones y programas necesitan tiempo para mostrar resultados. No es un campo político que permite acciones populares con resultados rápidos que se pueden utilizar para ganar votos, este es un problema grave en el mundo

### Problemas de una política multinivel
Hay problemas ambientales a escala local o regional, pero también a escala global que requieren soluciones internacionales. La coordinación de los diferentes niveles y la búsqueda de soluciones internacionalmente aceptables y aplicables tanto a los países industrializados como a los en vía de desarrollo es un problema añadido.

## Acceso a la información ambiental
El acceso a la información ambiental es un derecho reconocido en muchos países, lo que permite a los ciudadanos obtener datos sobre el estado del ambiente, los recursos naturales y las políticas de desarrollo sostenible. Esta información puede incluir datos sobre actividades u obras que podrían impactar negativamente el medioambiente, así como programas o acciones de mitigación implementados por gobiernos y empresas.
Las leyes ambientales garantizan el libre acceso a esta información por parte de toda persona, sin necesidad de justificar un interés particular. El acceso se extiende a organismos del Estado en todos sus niveles (nacional, provincial, municipal) y a las empresas públicas o privadas que prestan servicios al público. Las solicitudes deben ser respondidas de manera gratuita, excepto en casos donde se deban cubrir gastos asociados a la entrega de copias físicas o digitales.

### Uso de la información ambiental en políticas públicas
La información ambiental es fundamental para el diseño, implementación y evaluación de políticas públicas enfocadas en la mitigación del cambio climático. La evaluación de estos instrumentos es compleja pero esencial para medir la eficiencia de costos y la efectividad de las acciones.
Por ejemplo, algunas medidas regulatorias e incentivos financieros han logrado reducir las emisiones de CO2, mientras que otras estrategias, como permisos negociables o acuerdos voluntarios, no han tenido el impacto esperado. Además, es importante evaluar campañas de información ambiental y proyectos de investigación para mejorar la gestión de los recursos y enfrentar desafíos medioambientales emergentes.